# أليس كارتر كوك
أليس كارتر كوك (بالإنجليزية: Alice Carter Cook)‏ هي عالمة نبات أمريكية، ولدت في 1865 في نيويورك في الولايات المتحدة، وتوفيت في 23 أبريل 1943.